# Сельское поселение Волковское (Московская область)
Се́льское поселе́ние Во́лковское — упразднённое в 2017 году муниципальное образование (сельское поселение) упразднённого Рузского муниципального района Московской области. Образовано в 2005 году, включило 54 населённых пункта позже упразднённых Волковского, Никольского и Покровского сельских округов.
Административный центр — деревня Нововолково.
Глава сельского поселения — Пинте Владимир Валентинович.

## Население
| 2006  | 2007  | 2008  | 2009  | 2010  | 2011  | 2012  |
| ----- | ----- | ----- | ----- | ----- | ----- | ----- |
| 5655  | ↗6018 | ↗6060 | ↗6148 | ↘5367 | ↗5433 | →5433 |
| 2013  | 2014  | 2015  | 2016  | 2017  |       |       |
| ↘5419 | ↗5448 | ↘5392 | ↘5342 | ↘5308 |       |       |

## Географические данные
Общая площадь — 43 723 га. Муниципальное образование находится в северо-восточной части Рузского муниципального района, и граничит:
- с Волоколамским районом (на северо-западе),
- с Истринским районом (на северо-востоке и востоке),
- с сельским поселением Колюбакинское (на юго-востоке),
- с сельским поселением Старорузское (на юге),
- с городским поселением Руза (на юго-западе),
- с сельским поселением Ивановское (на западе).

По территории поселения проходит участок автодороги Новопетровское — Руза (Московское большое кольцо).

## Населённые пункты
Муниципальное образование сельское поселение Волковское в существующих границах было образовано в 2005 году на основании закона Московской области «О статусе и границах Рузского муниципального района и вновь образованных в его составе муниципальных образований». В его состав вошло 54 населённых пункта бывших Волковского, Никольского и Покровского сельских округов:
| Наименование                  | Вид     | Население, чел. (2006) | ОКАТО          | Бывшая административная единица |
| ----------------------------- | ------- | ---------------------- | -------------- | ------------------------------- |
| Андрейково                    | деревня | 20                     | 46 249 819 002 | Никольский сельский округ       |
| Бабино                        | деревня | 57                     | 46 249 804 023 | Волковский сельский округ       |
| Большие Горки                 | деревня | 3                      | 46 249 804 003 | Волковский сельский округ       |
| Борзецово                     | деревня | 1                      | 46 249 804 016 | Волковский сельский округ       |
| Бородёнки                     | посёлок | 100                    | 46 249 819 003 | Никольский сельский округ       |
| Брикет                        | посёлок | 716                    | 46 249 819 011 | Никольский сельский округ       |
| Буланино                      | деревня | 5                      | 46 249 819 006 | Никольский сельский округ       |
| Бунино                        | деревня | 6                      | 46 249 804 002 | Волковский сельский округ       |
| Варвариха                     | деревня | 13                     | 46 249 819 018 | Никольский сельский округ       |
| Васильевское                  | деревня | 0                      | 46 249 804 006 | Волковский сельский округ       |
| Верхнее Сляднево              | деревня | 6                      | 46 249 825 009 | Покровский сельский округ       |
| Волково                       | деревня | 3                      | 46 249 804 004 | Волковский сельский округ       |
| Волынщино                     | деревня | 62                     | 46 249 804 005 | Волковский сельский округ       |
| Глиньково                     | деревня | 21                     | 46 249 819 010 | Никольский сельский округ       |
| Городище                      | село    | ?                      | 46 249 804 008 | Волковский сельский округ       |
| Городище                      | посёлок | ?                      | 46 249 819 005 | Никольский сельский округ       |
| Городище                      | деревня | ?                      | 46 249 825 014 | Покровский сельский округ       |
| Денисиха                      | деревня | 8                      | 46 249 819 009 | Никольский сельский округ       |
| Ельники                       | деревня | 1                      | 46 249 804 009 | Волковский сельский округ       |
| Ивойлово                      | деревня | 331                    | 46 249 825 002 | Покровский сельский округ       |
| Ильинское                     | деревня | 1                      | 46 249 804 010 | Волковский сельский округ       |
| Козлово                       | деревня | 2                      | 46 249 819 012 | Никольский сельский округ       |
| Лысково                       | деревня | 39                     | 46 249 825 004 | Покровский сельский округ       |
| Малые Горки                   | деревня | 0                      | 46 249 804 007 | Волковский сельский округ       |
| Мамошино                      | деревня | 102                    | 46 249 819 014 | Никольский сельский округ       |
| Матвейцево-1                  | деревня | 13                     | 46 249 804 012 | Волковский сельский округ       |
| Матвейцево-2                  | деревня | 14                     | 46 249 804 013 | Волковский сельский округ       |
| Михайловское                  | деревня | 27                     | 46 249 804 014 | Волковский сельский округ       |
| Мытники                       | деревня | 7                      | 46 249 804 015 | Волковский сельский округ       |
| Немирово                      | деревня | 14                     | 46 249 825 005 | Покровский сельский округ       |
| Нижнее Сляднево               | деревня | 46                     | 46 249 825 010 | Покровский сельский округ       |
| Никольское                    | село    | 779                    | 46 249 819 001 | Никольский сельский округ       |
| Новая                         | деревня | 2                      | 46 249 825 011 | Покровский сельский округ       |
| Нововолково                   | деревня | 1132                   | 46 249 804 001 | Волковский сельский округ       |
| Подолы                        | деревня | 2                      | 46 249 819 007 | Никольский сельский округ       |
| Покровское                    | село    | 1538                   | 46 249 825 001 | Покровский сельский округ       |
| Притыкино                     | деревня | 3                      | 46 249 825 007 | Покровский сельский округ       |
| Пупки                         | деревня | 0                      | 46 249 825 008 | Покровский сельский округ       |
| Ремяница                      | деревня | 0                      | 46 249 804 022 | Волковский сельский округ       |
| Рождествено                   | село    | 155                    | 46 249 819 017 | Никольский сельский округ       |
| Новорождествено (Рождествено) | деревня | 3                      | 46 249 819 013 | Никольский сельский округ       |
| Самошкино                     | деревня | 5                      | 46 249 825 006 | Покровский сельский округ       |
| Сафониха                      | деревня | 18                     | 46 249 819 008 | Никольский сельский округ       |
| Семёнково                     | деревня | 23                     | 46 249 819 004 | Никольский сельский округ       |
| Скирманово                    | деревня | 5                      | 46 249 819 015 | Никольский сельский округ       |
| Слобода                       | деревня | 13                     | 46 249 825 003 | Покровский сельский округ       |
| Старо                         | деревня | 28                     | 46 249 804 017 | Волковский сельский округ       |
| Таблово                       | деревня | 96                     | 46 249 804 018 | Волковский сельский округ       |
| Углынь                        | деревня | 2                      | 46 249 804 019 | Волковский сельский округ       |
| Успенское                     | деревня | 2                      | 46 249 819 016 | Никольский сельский округ       |
| Федчино                       | деревня | 7                      | 46 249 804 020 | Волковский сельский округ       |
| Хотебцово                     | деревня | 98                     | 46 249 804 021 | Волковский сельский округ       |
| Шилово                        | деревня | 13                     | 46 249 825 013 | Покровский сельский округ       |
| Щелканово                     | деревня | 21                     | 46 249 825 012 | Покровский сельский округ       |